# ۷۸ (پیش از میلاد)
۷۸ (پیش از میلاد) ۷۸مین سال قبل از تقویم میلادی است.